# 米舍廖夫卡
米舍廖夫卡（羅馬化：Mishelyovka）是俄罗斯伊尔库茨克州的工人村（市级镇），属乌索利耶区，位于叶尼塞河流域内安加拉河支流别拉亚河畔，在区行政中心别洛列琴斯基西偏北、州府伊尔库茨克西北方。
该地2021年人口有5,190人；2010年人口7,789人；2002年人口7,729人。